# Poilly-lez-Gien
Poilly-lez-Gien ist eine französische Gemeinde mit 2.464 Einwohnern (Stand 1. Januar 2022) im Département Loiret in der Region Centre-Val de Loire; sie gehört zum Arrondissement Montargis und zum Kanton Sully-sur-Loire.
Die Gemeinde liegt am linken Ufer der Loire, an der Einmündung der Bras, die auch Notreure genannt wird. Sie gehört zur Unité urbaine von Gien. Ein Teil des Gebietes steht im Rahmen von Natura 2000 unter Schutz.
Die Namensherkunft aus dem Latein lässt auf den Hof eines Mannes namens Paullius schließen. Aus der Gallo-römischen Kultur wurden auf dem Gemeindegebiet eine Axt und andere Gegenstände gefunden. Der Ort blieb auch in der Zeit der Merowinger und im Mittelalter besiedelt.
1567 wurde die örtliche Kirche von Protestanten teilweise zerstört. 1836 wurden Erweiterungs- und Restaurierungsarbeiten an der Kirche vorgenommen. Das Rathaus wurde 1858 gebaut.
Im Ort gibt es eine Grundschule und ein Collège.

## Bevölkerungsentwicklung
| Jahr                       | 1962 | 1968 | 1975 | 1982 | 1990 | 1999 | 2011 | 2018 |
| Einwohner                  | 1366 | 1550 | 1849 | 2104 | 2281 | 2189 | 2370 | 2402 |
| Quellen: Cassini und INSEE |      |      |      |      |      |      |      |      |